# Jan Dědič
Jan Dědič (* 4. ledna 1952 České Budějovice) je vysokoškolský profesor na Katedře podnikového a evropského práva na Fakultě mezinárodních vztahů Vysoké školy ekonomické v Praze. Působí i na Právnické fakultě Univerzity Karlovy v Praze. Je také partnerem advokátní kanceláře Kocián Šolc Balaštík.
V roce 1975 vystudoval Právnickou fakultu Univerzity Karlovy v Praze. Po studiích působil 4 roky jako odborný asistent na Vysoké škole ekonomické v Praze a v roce 1979 získal titul JUDr. Potom šest let pracoval jako podnikový právník a v roce 1985 se vrátil na Vysokou školu ekonomickou v Praze opět jako odborný asistent. V roce 1990 se stal advokátem. V roce 1992 získal docenturu a v roce 1995 profesuru. Určitou dobu byl členem Komunistické strany Československa.
Je členem Legislativní rady vlády ČR. Dále je také členem Rekodifikační komise nového zákona – občanský zákoník. V neposlední řadě je předsedou Rozkladové komise České národní banky. Stal se právníkem roku 2006 v oboru obchodní právo. Publikuje články v odborném tisku, je autorem a spoluautorem řady knižních monografií a skript.